# Lac Lily (Californie)
Le lac Lily (en anglais : Lily Lake) est un lac américain dans le comté d'El Dorado, en Californie. Il est situé à 1 993 mètres d'altitude sur le cours de la Glen Alpine Creek. Il est entièrement protégé au sein de la Lake Tahoe Basin Management Unit.